# Girls (album Aespy)
Girls – drugi minialbum południowokoreańskiej grupy Aespa, wydany 8 lipca 2022 roku przez wytwórnię SM Entertainment i Warner Records. Płytę promował singel „Girls”.

## Lista utworów
| CD | CD                                        | CD                                        | CD | CD                                                         | CD      |
| Nr | Tytuł utworu                              | Tekst                                     | Kompozycja | Aranżacja                                                  | Długość |
| -- | ----------------------------------------- | ----------------------------------------- | --- | ---------------------------------------------------------- | ------- |
| 1. | „Girls”                                   | Yoo Young-jin                             | Ryan S. Jhun, Hanif Sabzevari (Hitmanic), Dennis "DeKo" Kordnejad (Hitmanic), Rodnae "Chikk" Bell, Pontus PJ Ljung, Yoo Young-jin | Ryan S. Jhun, Hitmanic, Pontus "PJ" Ljung, Yoo Young-jin   | 4:00    |
| 2. | „Illusion” (kor. 도깨비불)                | Lee Thor (Lalala Studio)                  | G'harah "PK" Degeddingseze, Patricia Battani                                                                                      | G'harah "PK" Degeddingseze, Patricia Battani, Steve Octave | 3:15    |
| 3. | „Lingo”                                   | Song Chae-ri (Joombas)                    | Alma Goodman, Gabriella Grombacher, Christina Galligan, Lisa "Lixa" Hickox                                                        | Lixa                                                       | 2:36    |
| 4. | „Life's Too Short”                        | Jang Jeong-won                            | Becky Hill, Sam Klempner, Uzoechi Emenike                                                                                         | Sam Klempner                                               | 2:58    |
| 5. | „ICU” (kor. 쉬어가도 돼)                  | Bae Hye-jin (Joombas)                     | Ryan S. Jhun, Josh Cumbee, Nisha Asnani                                                                                           | Ryan S. Jhun, Josh Cumbee                                  | 3:41    |
| 6. | „Life's Too Short” (English version)      | Becky Hill, Sam Klempner, Uzoechi Emenike | Becky Hill, Sam Klempner, Uzoechi Emenike                                                                                         | Sam Klempner                                               | 2:58    |
| 7. | „Black Mamba” (Only Digital edition)      | Yoo Young-jin                             | Omega, Ella Isaacson, Gabriela Geneva (Niiva), Jordan Reyes, Shaun Lopez, Scott Chesak, Yoo Young-jin                             | Omega, Reyes, Lopez, Chesak, Yoo Young-jin                 | 2:54    |
| 8. | „Forever” (Only Digital edition)          | Yoo Young-jin                             | Yoo Young-jin | Yoo Young-jin                                              | 4:58    |
| 9. | „Dreams Come True” (Only Digital edition) | Bada, Yoo Young-jin, BoA                  | Yoo Young-jin, BoA, Risto Armas Asikainen                                                                                         | Yoo Young-jin, BoA, Shaun Kim, BXN                         | 3:24    |

## Notowania
| Lista                                             | Pozycja |
| ------------------------------------------------- | ------- |
| South Korean Albums (Circle)                      | 1       |
| Belgian Albums (Ultratop Flanders)                | 89      |
| Croatia International Albums (HDU)                | 2       |
| Finnish Physical Albums (Suomen virallinen lista) | 6       |
| French Albums (SNEP)                              | 79      |
| Hungarian Albums (MAHASZ)                         | 4       |
| Japanese Albums (Oricon)                          | 3       |
| Japanese Combined Albums (Oricon)                 | 3       |
| Japan Hot Albums (Billboard Japan)                | 2       |
| Polish Albums (ZPAV)                              | 40      |
| Swedish Physical Albums (Sverigetopplistan)       | 7       |
| UK Digital Albums (OCC)                           | 67      |
| US Billboard 200                                  | 3       |
| US World Albums (Billboard)                       | 1       |

## Nagrody w programach muzycznych
| Program               | Data          | Źródło |
| --------------------- | ------------- | ------ |
| M Countdown (Mnet)    | 21 lipca 2022 | [ 21 ] |
| Show Champion (MBC M) | 20 lipca 2022 | [ 22 ] |

## Sprzedaż
| Kraj             | Sprzedaż  |
| ---------------- | --------- |
| Korea Południowa | 1 799 123 |
| Japonia          | 65 555    |
| USA              | 71 000+   |